# AV '34
Atletiek Vereniging 1934, afgekort AV '34 geheten, is een atletiekvereniging uit de Nederlandse stad Apeldoorn. De vereniging is aangesloten bij de Atletiekunie.

## Geschiedenis
Op 27 oktober 1934 werd de vereniging gesticht door Piet Nummerdor. Er was nog geen vaste locatie voor de vereniging, waardoor de leden op verschillende veldjes in Apeldoorn trainden. In april 1940 verscheen een pleidooi voor een sintelbaan in de Nieuwe Apeldoornsche Courant, afkomstig van het lid G.W. Remeyer. Pas in 1957 kwam die er daadwerkelijk te liggen en wel in het nieuwe Sportpark Orderbos. In 1989 begon de aanleg van een zesbaans kunststofbaan. Op 14 september 1990 werd de nieuwe atletiekbaan geopend. Toen in 1995 de Nederlandse meerkampkampioenschappen in Apeldoorn werden gehouden, werden de prestaties steeds beter. Er werden NK's gewonnen en meerkamper Jack Rosendaal was actief op de Olympische Spelen in Atlanta in 1996.
Het herenteam van AV '34 kwam negen seizoenen uit in de Eredivisie en het damesteam was ook één seizoen op dat niveau actief. Tegenwoordig komen de beide teams uit op het tweede niveau, de eerste divisie.

## Bekende atleten
Sinds de jaren negentig doet AV '34 mee aan de Nederlandse top met vele atleten:
- Stefan Beumer
- Frank van der Dool
- Ester Goossens
- Léon Haan
- Adriënne Herzog
- Astrid Joziasse
- Thelma Joziasse
- Dennis Licht
- Gert-Jan Liefers
- Saskia Meijer
- Joke Menkveld
- Abdi Nageeye
- Ilse Pol
- Adriaan Saman
- Eelco Sintnicolaas
- Jip Vastenburg

Saskia Meijer werd in 1997 Europees kampioene bij de junioren op de zevenkamp, Liefers behaalde de achtste plek op de Olympische Spelen van 2004 in Athene en tienkamper Sintnicolaas veroverde de zilveren medaille op de Europese kampioenschappen van 2010 in Barcelona. Op de Olympische Spelen in Londen werd Sintnicolaas elfde. In 2013 slaagde hij er vervolgens in om op de Europese indoorkampioenschappen in Göteborg de zevenkamptitel te veroveren, later dat jaar bij de wereldkampioenschappen in Moskou gevolgd door een vijfde plaats op de tienkamp.